# 경주 방형대좌 석조여래좌상
경주 방형대좌 석조여래좌상(慶州 方形臺座 石造如來坐像)은 경주 남산의 옛 절터에서 발견된 것으로 1927년 총독부관저가 신축되면서 이곳으로 옮겨온 불상이다.
1974년 1월 15일 서울특별시의 유형문화재 제24호 석조여래좌상(石造如來坐像)으로 지정되었다가, 2009년 6월 4일 문화재 지정명칭이 석불좌상(石佛坐像)으로 변경되었고, 2018년 4월 20일 대한민국의 보물 제1977호로 승격 지정되었다.

## 개요
서울시 종로구에 있는 이 불상은 원래 경주 남산의 옛 절터에 있었는데 1927년 총독부 관저를 새로 지으면서 이곳으로 옮겨왔다.
머리에는 작은 소라 모양의 머리칼을 붙여 놓았으며, 풍만한 얼굴은 눈꼬리가 약간 치켜 올라갔고 두툼한 입은 굳게 다물고 있다. 왼쪽 어깨만을 감싸고 입은 옷에는 주름이 소매끝과 발목까지 표현되었다.
『삼국유사』의 기록에 보면 이 불상은 유덕사(有德寺) 석가여래좌상으로 불리어 왔는데 유덕사는 신라시대 최유덕이 자기의 집을 기부하여 지었다는 절이다. 그의 후손인 삼한공신 최언위가 최유덕의 진영을 모시고 기념비를 세웠다고 하며 절터는 경상북도 경주시에 있다.

## 특징
전하는 말에 의하면 이 불상은 유덕사(有德寺) 석가여래좌상이라고 한다. 유덕사는 신라시대의 태부각간 최유덕이 자신의 집을 희사하여 경주에 세운 절이라는 기록이 《삼국유사》권 제3 유덕사조(有德寺條)에 전해지고 있다.
이 석조좌상은 나발의 머리에 육계가 솟아 있으나 현재는 마모되어 뚜렷하지 않은 상태이다. 얼굴 역시 파손이 심한 편이나 탄력있게 표현되었으며 눈꼬리가 약간 치켜졌으나 반쯤 뜨고 있어 정적인 모습으로 깨달은 자의 위엄과 자비를 느낄 수 있다. 두 귀는 얼굴에 밀착된 채 어깨 위에까지 길게 내려와 있고 코는 원만하며 두툼한 입은 굳게 다물고 있다. 이마에는 백호(흰 터럭)가 있었으나 지금은 박혔던 자리만 남아 있으며 어깨와 가슴은 넓고 건장하여 당당한 신체를 보여주며 굵고 투박하게 표현된 두 팔과 결가부좌한 다리에서도 양감이 잘 나타나 있다.
법의는 왼쪽 어깨에서 가슴을 가로지르는 우견편단으로 걸쳤는데 왼쪽 어깨 위에서 한번 뒤집어진 옷주름은 가슴 앞과 왼쪽 팔목, 다리 아래 부분에 자연스럽게 표현되었으며 발목에까지 내려와 있다. 두 손은 결가부좌한 다리의 한가운데와 오른쪽 무릎 위에 각각 두고 있는 항마촉지인을 하고 있다. 이 항마촉지인은 부처가 깨달음을 얻은 순간을 상징하는 것으로 석가불이 주로 취하는 수인이다.
이 석불좌상은 불신의 윤곽이 드러나 보이는 우견편단의 법의와 풍만하지만 둔해 보이지 않는 신체 표현, 항마촉지의 수인 등에서 신라 불교조각의 정수인 경주 석굴암 본존불 양식을 따르고 있는 것으로 남북국 시대 작품으로 추정된다.

## 동산화된 부동산문화재
경주 남산에 있었으나 일제에 의해 남산 통감관저로 이전되었다가 다시 경복궁 후원내 총독관저 신축시(1927년) 이전되고, 현재까지 청와대 경내에 보존되고 있는 등 경주지역과의 연결성이 단절되었다.

## 보물 승격 사유
‘경주 방형대좌 석조여래좌상’은 통일신라 9세기에 조성된 석불좌상으로, 1974년 1월 15일 서울시유형문화재 제24호로 지정․관리되어 오다가 이번에 문화재적 가치를 새롭게 인정받아 보물로 지정하게 되었다.
편단우견(偏袒右肩)에 항마촉지인(降魔觸地印)의 모습을 하고 있으며, 중대석과 하대석은 손실되었지만 다른 부분은 큰 손상 없이 온전하게 보존되어 있다. 당당하고 균형 잡힌 신체 비례와 풍부한 양감이 돋보이는 표현, 섬세한 부채꼴 옷주름 등에서 석굴암 본존상을 계승한 통일신라 불상조각의 높은 수준을 엿보게 한다. 특히 비대하고 무겁게 보이는 형태와 일정한 간격으로 이루어진 평행선 주름 등은 9세기의 새로운 시대적 조형감각을 보여주고 있다.
현존하는 통일신라 석불(石佛) 중 머리와 몸체가 일체(一體)로 완전하게 갖추었을 뿐 아니라 연꽃 문양을 새긴 사각형대좌는 동시기 불상 중에서 사례를 찾기 힘들다. 이와 같이 동 석불의 문화재적 가치를 종합해 볼 때 9세기 통일신라 불상을 대표할 수 있는 뛰어난 조각으로 인정된다.

## 같이 보기
- 청와대

## 참고 자료
- 경주 방형대좌 석조여래좌상 - 국가유산청 국가유산포털